# Ordeonio Flacco
Ordeonio Flacco (latino: Hordeonius Flaccus; ... – 70) è stato un generale romano dell'Impero, coinvolto nella rivolta batava (69-70).
Legato consolare dell'esercito romano della Germania superiore all'epoca della morte di Nerone (68), Flacco non era amato dalle sue truppe, che lo consideravano vecchio e inetto. Quando, il 1º gennaio 69, le sue truppe ripudiarono Galba, Flacco non ebbe il coraggio di opporsi loro, anche se non condivideva il loro tradimento.
Vitellio lo lasciò al comando dell'esercito. Flacco, però, ritardò per quanto gli fu possibile l'invio delle truppe germaniche richieste da Vitellio, sia perché temeva una rivolta dei Batavi (che poi si materializzò effettivamente), sia perché, come tutti gli ufficiali, sosteneva la candidatura di Tito Flavio Vespasiano contro quella di Vitellio. Pensando che anche Giulio Civile, un batavo al comando di una coorte romana, sostenesse Vespasiano, gli chiese di inscenare una rivolta della sua gente, allo scopo di giustificare il ritardo dell'invio delle truppe a Vitellio.
Civile, però, aveva le sue ragioni per sollevare veramente la sua gente, come pure per coinvolgere le genti gallo-germaniche in una insurrezione generale contro i Romani: iniziò così la rivolta batava. Quando Flacco ricevette notizia di questa insurrezione, ignorò i movimenti dei ribelli; quando però questi ottennero diverse vittorie sulle truppe romane, fu costretto ad entrare in azione, inviando contro Civile il proprio legato, Mummio Luperco, che fu però sconfitto a causa del tradimento di un'"ala" formata proprio da Batavi.
Flacco si trovò quindi nella necessità di sedare la rivolta batava, ma di non doverlo fare troppo alacremente, per impedire che le legioni impegnate a sedarla fossero poi libere di raggiungere l'Italia, dove sarebbe stata decisa la lotta tra Vitellio e Vespasiano. I soldati, però, saputo che il loro comandante era in contatto con Vespasiano ed esasperati dalla sua inattività, lo deposero, conferendo il comando supremo a Dillio Vocula.
Flacco rischiò la vita in occasione di un ammutinamento delle truppe, avvenuto in assenza di Vocula, quando Erennio Gallo lo accusò di tradimento e lo fece imprigionare, ma venne liberato da Vocula. All'arrivo della notizia della vittoria di Vespasiano su Vitellio nella seconda battaglia di Bedriaco, Flacco convinse i soldati a giurare fedeltà a Vespasiano. Quando giunsero due nuove legioni, i soldati chiesero una donazione col denaro che sapevano essere stato inviato da Vespasiano: Flacco accettò, pagando per le feste e gli alcolici, ma i soldati ubriachi ricordando i vecchi contrasti col loro comandante lo tirarono fuori dalla sua tenda a notte fonda uccidendolo.

### Fonti primarie
- Tacito, Historiae, i.9, 52, 54. 56, ii.57, 97, iv.13, 18, 19, 24, 25, 27, 31, 36, 55, v.26.
- Plutarco, Galba, 10, 18, 22.

### Fonti secondarie
- Smith, William, "Flaccus, Hoerdeonius", Dictionary of Greek and Roman Biography and Mythology, vol. 2, p. 156

- Lendering, Jona, "Marcus Hordeonius Flaccus" Archiviato il 29 dicembre 2007 in Internet Archive., livius.org